# Allomorphia inaequata
Allomorphia inaequata är en tvåhjärtbladig växtart som beskrevs av Carlo Hansen. Allomorphia inaequata ingår i släktet Allomorphia och familjen Melastomataceae. Inga underarter finns listade i Catalogue of Life.